# Makoto Fukui
Makoto Fukui (Japón, 28 de febrero de 1940-1992) fue un nadador japonés especializado en pruebas de estilo libre, donde consiguió ser subcampeón olímpico en 1960 en los 4x200 metros.

## Carrera deportiva
En los Juegos Olímpicos de Roma 1960 ganó la medalla de plata en los relevos de 4x200 metros estilo libre, con un tiempo 8:13.2 segundos, tras Estados Unidos (oro con 8:10.2 segundos que fue récord del mundo) y por delante de Australia (bronce); sus compañeros de equipo fueron los nadadores: Hiroshi Ishii, Tsuyoshi Yamanaka y Tatsuo Fujimoto.